# Yusnel Bacallao Alonso
Yusnel Bacallao Alonso est un joueur d'échecs cubain né le 21 juin 1988 à Colón (Cuba). Grand maître international depuis 2012, il a représenté Cuba lors de l'olympiade d'échecs de 2012.
En 2017, il finit à la septième place du championnat continental panaméricain, ce qui le qualifiait pour la Coupe du monde d'échecs 2017 où il fut éliminé au premier tour par Vladimir Fedosseïev.
Au 1er janvier 2018, il est le troisième joueur cubain avec un classement Elo de 2 605 points.